# Faro della Vittoria (Trieste)
Il faro della Vittoria è un faro di Trieste costruito tra il 15 gennaio 1923 e il 24 maggio 1927, ad opera dell'architetto italiano Arduino Berlam. Il faro è completamente controllato e gestito dal Comando di Zona Fari della Marina Militare, con sede a Venezia, che tra l'altro si occupa di tutti i fari dell'Adriatico. Il faro è visitabile.
Oltre che ad assolvere le funzioni di faro per la navigazione, illuminando il golfo di Trieste, svolge anche le funzioni di monumento commemorativo in onore dei caduti del mare durante la prima guerra mondiale, così come testimoniato dall'iscrizione posta alla sua base:

## Architettura

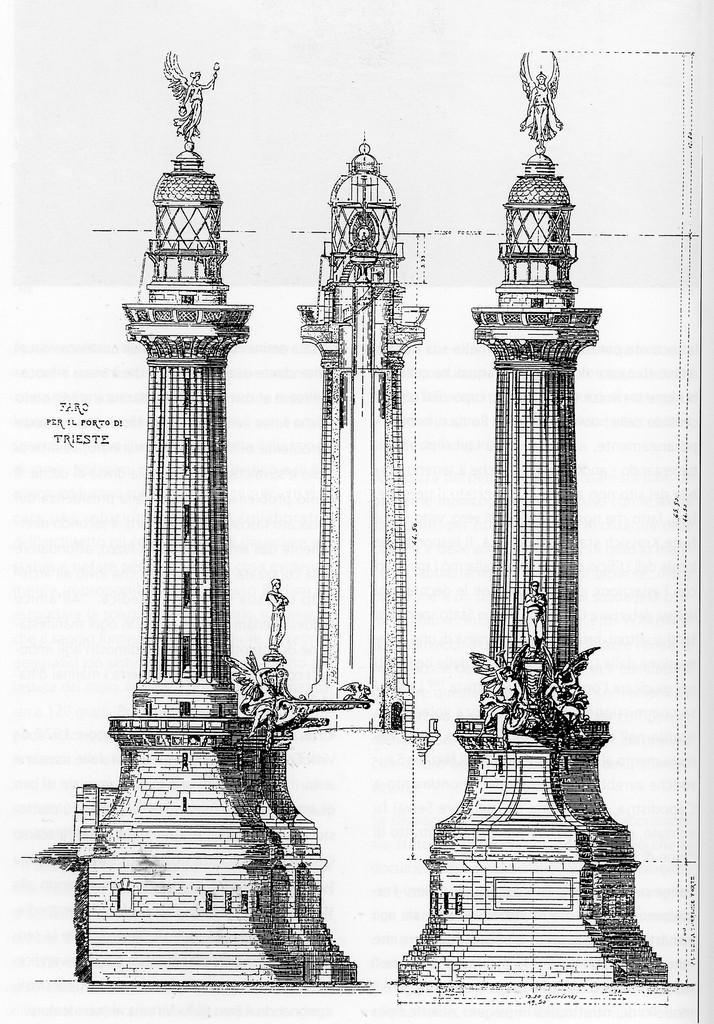
Schizzo del Faro della Vittoria.

Il monumento è stato costruito sul Poggio di Gretta, a 60 metri sul livello del mare, sulle antiche strutture del forte austriaco Kressich del 1854. Il progetto originario del Berlam venne modificato, dopo un acceso dibattito, dall'architetto Guido Cirilli, che ne dirigeva i lavori. L'Ing. Beniamino Battigelli fu invece il progettista delle opere in cemento armato e di tutta la struttura portante del faro. Infatti, tutti i progetti tecnici portano la sua firma ed era sempre presente nel cantiere a dirigere i lavori. 
Il basamento della struttura è costituito da pietre provenienti dall'Istria e dal Carso, rispettivamente pietra di Orsera e pietra di Gabrie. Quindi alta e maestosa si erge una colonna che conserva alla sua sommità la gabbia in bronzo e cristallo che custodisce la lanterna-faro.
La forma finale è volutamente quella di un fascio littorio sottosopra.
Sono opera dello scultore Giovanni Mayer (Trieste, 1863-1943) la statua bronzea della Vittoria alata che corona l'apice della lampada, e la statua del marinaio che orna la parte frontale del faro. Le due statue sono alte rispettivamente 7,2 e 8,6 metri.
Alla base della costruzione si trova un'àncora che, popolarmente, viene ritenuta quella della torpediniera Audace, che è stata la prima nave della Regia Marina Italiana ad essere entrata nel porto di Trieste nel 1918, mentre in realtà si tratta dell'ancora della R.N. Berenice.
All'ingresso del faro si trovano due proiettili della corazzata austriaca Viribus Unitis.
Il monumento è stato riaperto alle visite dal 1986 e la visita è consentita solo fino alla prima terrazza della struttura che riguarda la parte monumentale. La parte sovrastante che riguarda le strutture di ausilio alla navigazione è invece interdetta al pubblico, a differenza che nel passato.

## Visite
Dal 1º luglio 2016, il Faro è gestito dalla Regione Autonoma FVG, a seguito del trasferimento delle funzioni in materia di cultura dalle Province.
Per motivi di sicurezza non possono entrare nel faro più di quindici persone per volta, sempre sotto la supervisione di un addetto. I gruppi fino a quaranta persone devono concordare anticipatamente le visite.
I giorni e gli orari di visita sono consultabili su http://www.farodellavittoria.it/info

## Galleria d'immagini

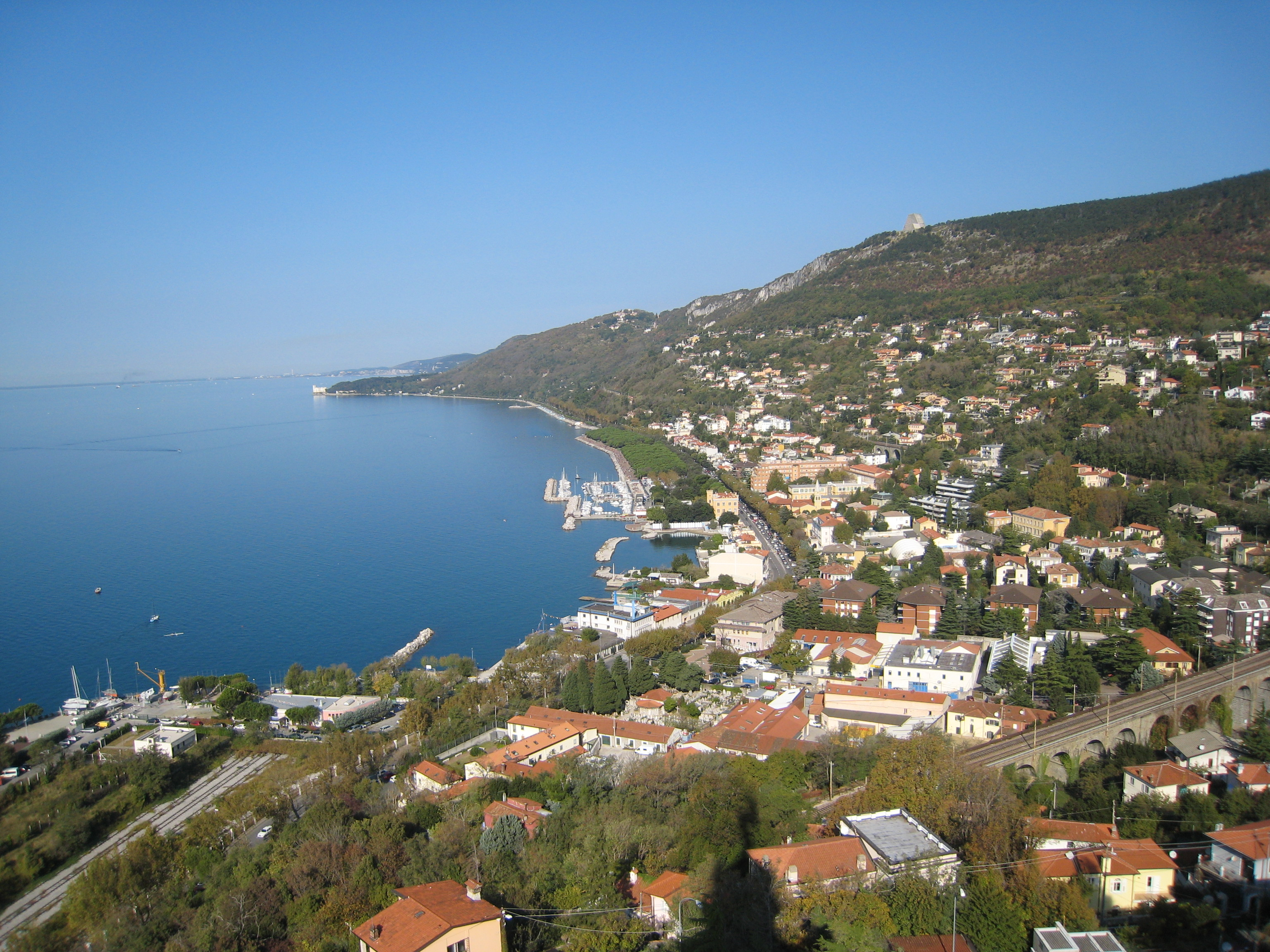
Panorama dal faro.
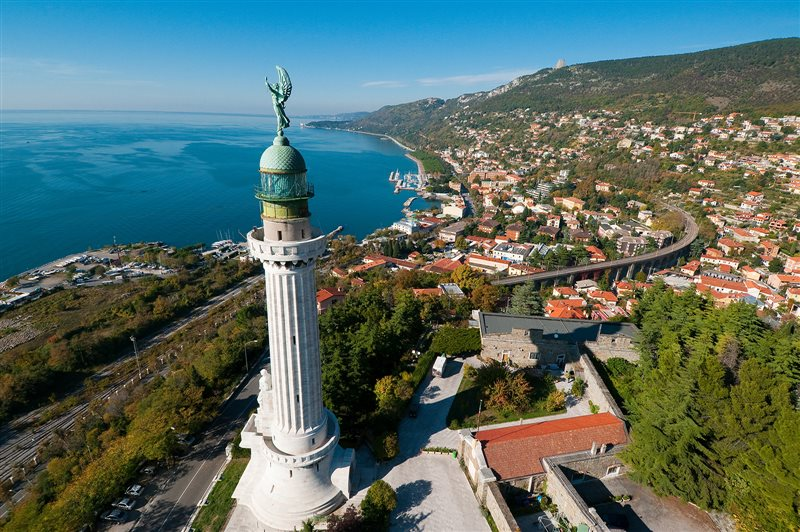
Faro della Vittoria